# Inger Enkvist

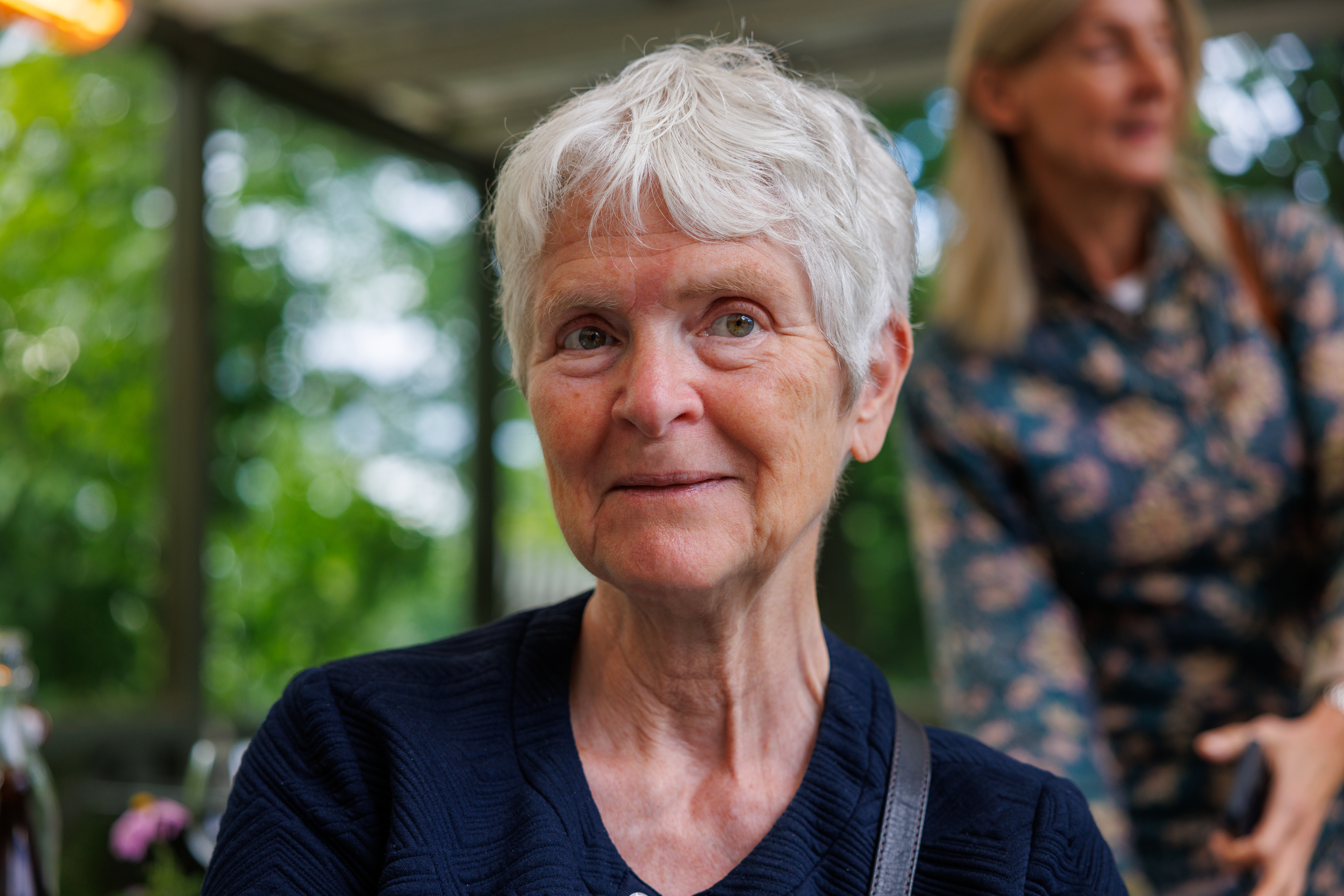
Inger Enkvist em Waldemarsudde em 2022

Inger Enkvist (1947) é uma educadora, hispanista e ensaísta sueca. Ocupa a cátedra de literatura espanhola e latino-americana da Universidade de Lund, na Suécia. Estudou escritores como Mario Vargas Llosa e Juan Goytisolo, pensadores espanhóis e "ícones" da América Latina do século XX.

## Biografía
Licenciada em filología francesa, começou a trabalhar na educação primária, secundária e média da Suécia como professora de francês e de inglés. Ela recebeu seu doutorado em 1987, com a dissertação As técnicas narrativas de Vargas Llosa, pela Universidade de Gotemburgo. Traduziu diversos autores e publicou estudos sobre Miguel de Unamuno, José Ortega y Gasset, María Zambrano, Fernando Savater, Eugenio Trías, Mario Vargas Llosa e Juan Goytisolo. Organizou o Simposio internacional sobre la obra de Tzvetan Todorov em 2004 na cidade de Lund e o Simposio Internacional Aprender a Pensar no ano seguinte.
Também tem se interessado por tradutologia e o uso da linguagem como instrumento político.

## Obras

### em português
- Repensar a educação. São Paulo: Bunker Editorial, 2014.

### em espanhol
- Las técnicas narrativas de Vargas Llosa. 1987.
- Entre dos lugares del fin del mundo: estudios comparativos. Lund: Heterogénesis, 1999.
- Cuando huye el siglo. Rosario: Ovejero Martín Editores, 1999.
- La educación en peligro. Madrid: Unisón, 2001.
- Los múltiples yos de Juan Goytisolo. Un estudio interdisciplinar. Almería: Instituto de Estudios Almerienses. Diputación de Almería, 2001.
- Las lenguas como armas contra un estado democrático — o el caso del catalán y el vasco. Lund: Moderna språk, 2002.
- Pensadores españoles del siglo XX. Una introducción. Rosario: Ovejero Martín Editores, 2005.
- Educación, educación, educación: aprender de las reformas escolares inglesas. Madrid: Consejería de Educación, 2006. (.pdf)
- Repensar la educación. Madrid: Ediciones Internacionales Universitarias, 2006.
- La buena y la mala educación: ejemplos internacionales. Madrid: Encuentro, 2011.

### em sueco
- Kvalitet i språkutbildning vid universitet, Stockholm: FoU-enheten, UHÄ, 1991.
- Ny syn på universitetsutbildning: experimentell kurs i franska med videokonferensteknik Orléans-Härnösand, 1994.
- On translating Mario Vargas Llosa: the novels of Mario Vargas Llosa in English, French and Swedish translation, 1993.
- Lärarskicklighet: teori och praktik med exempel från språkundervisning. Studiehandledning, 1993.
- Om litterär översättning från spanska: exemplet Vargas Llosa, 1991.
- Sambandet mellan gymnasieskolan och högskolan när det gäller språkstudier, 1991.
- Vad är kvalitet i språkundervisning på universitet?, 1991.
- Trängd mellan politik och pedagogik: svensk språkutbildning efter 1990 Hedemora: Gidlund, 2005.
- Skolan — ett svenskt högriskprojekt, Hedemora: Gidlund, 2003.
- Feltänkt: en kritisk granskning av idébakgrunden till svensk utbildningspolitik, Stockholm: SNS förl., 2001, reimpreso en 2002.
- Uppfostran och utbildning, Stockholm: SNS förlag, 2007.

### em inglês
- José Ortega y Gasset: the Spanish philosopher who saw life as an intellectual adventure, Lund: Univ. Center for European Studies, 2002.

### em parceria
- com Shelagh Warme, Franska — läsning på egen hand: ett studiematerial för lärare i franska, Uppsala: Fortbildningsavd., Univ., 1984.
- com Nelson González Ortega. Encuentros y choques culturales: Suecia, España, Latinoamérica. Stockholm: Natur och kultur, 1997.
- com Juan Wilhelmi. Literatura y compromiso. Lund: Romanska institutionen, Univ., 2003.
- com Ingemar Axelsson & Gudmund Larssson, Utbildning, utbildning och åter utbildning: vad Sverige kan lära av engelska skolreformer, Hedemora: Gidlund, 2004.